# Vismia laurentii
Vismia laurentii är en johannesörtsväxtart som beskrevs av De Wild.. Vismia laurentii ingår i släktet Vismia och familjen johannesörtsväxter. Inga underarter finns listade i Catalogue of Life.